# Brethren (Michigan)
Pour les articles homonymes, voir Brethren.
Brethren est une communauté non-incorporée et une census-designated place située dans le township de Dickson, dans le comté de Manistee, dans l'État américain du Michigan. Au recensement de 2010, elle avait une population de 410 habitants. La communatué est située dans la Forêt nationale de Manistee, à environ 24 km à l'est de Manistee. Brethren a un bureau de poste dont le code ZIP est 49619,.
Selon le Bureau du recensement des États-Unis, la communauté a une superficie de 8,16 km2, incluant 8,07 km2 de terre et 
0,091 km2 d'eau.
Brethren a été fondée en 1900 par Samuel S. Thorpe en tant que colonie de l'église baptiste des Frères de Schwarzenau (d'où son nom). Un bureau de poste a été ouvert en 1901 et Thorpe en a été le premier maître de poste. Le chemin de fer Pere Marquette Railway a établi une gare à Brethren en 1901.